# Eva Marie Saint

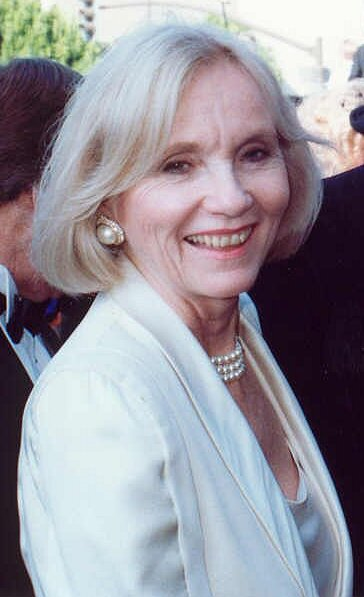
Eva Marie Saint at the 1990 Annual Emmy Awards

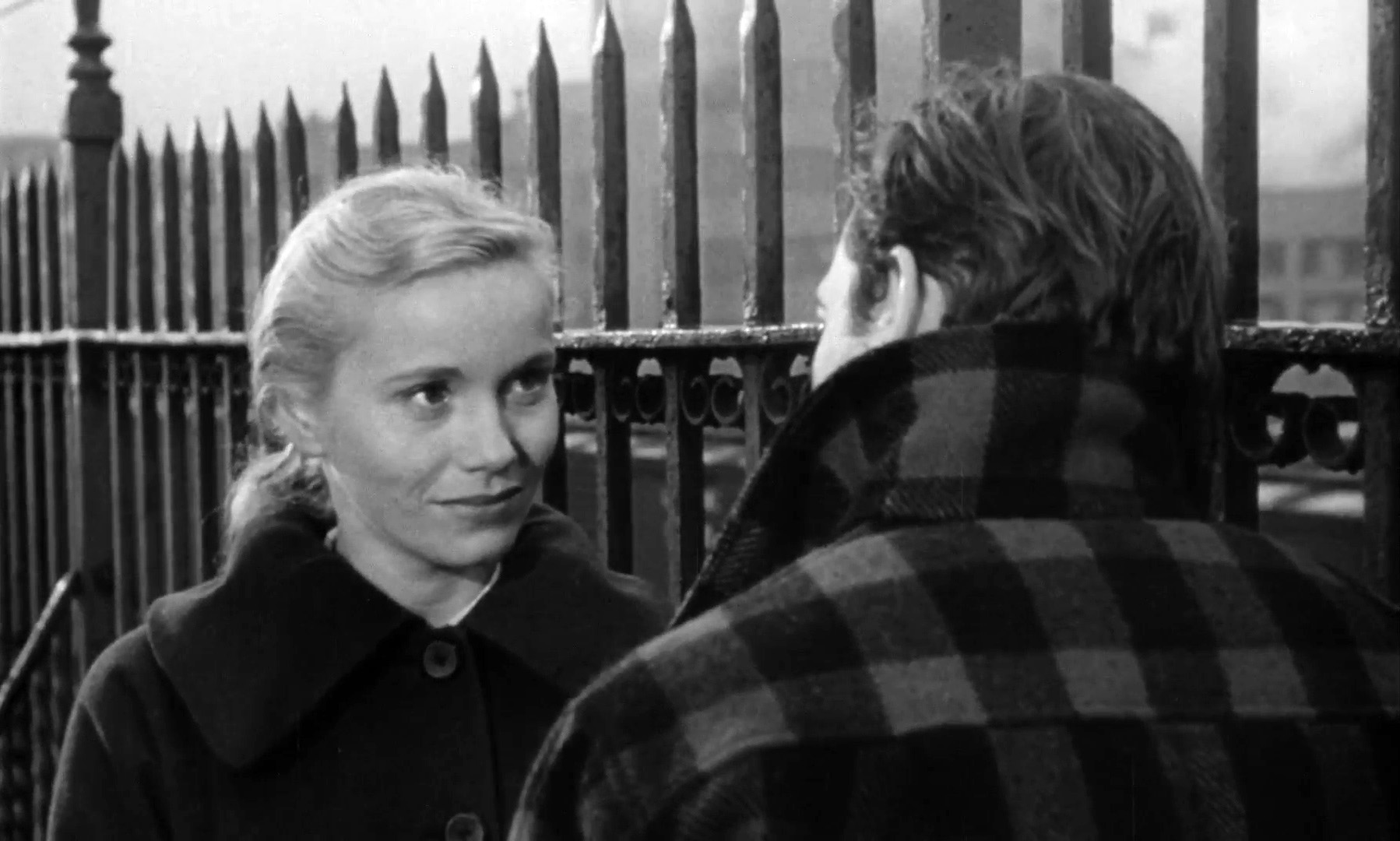
Eva Marie Saint într-o scenă din filmul Pe chei (1954)

Eva Marie Saint (n. 4 iulie 1924, Newark, New Jersey, SUA) este o actriță americană de film.

## Filmografie selectivă
- 1954 Pe chei (On the Waterfront), regia Elia Kazan
- 1959 La nord, prin nord-vest (North by Northwest), regia Alfred Hitchcock
- 1965 36 de ore (36 Hours), regia George Seaton
- 1966 Marele premiu (Grand Prix), regia John Frankenheimer
- 1966 Vin rușii, vin rușii! (The Russians Are Coming), regia Norman Jewison
- 1986 Ultimele zile ale lui Patton (The Last Days of Patton), regia Delbert Mann
- 1996 Titanic, regia Robert Lieberman